# 無政府原始主義

無政府原始主義的代表旗幟

無政府原始主義（英語：Anarcho-primitivism），一種反對文明起源和發展的無政府主義，其支持者主張利用去工業化、廢除分工或專業化和放棄大規模組織（英語：Large-scale organization）技術等手段，來使人類回到「未開化」（英語：或）的狀態。許多傳統無政府主義者不贊同無政府原始主義對文明的批判，但伍爾斐·蘭德斯徹（Wolfi Landstreicher）等支持這種批判的無政府主義者卻不認為自己是無政府原始主義者。無政府原始主義者常因實踐再野化的行為而受到注目。

## 歷史起源

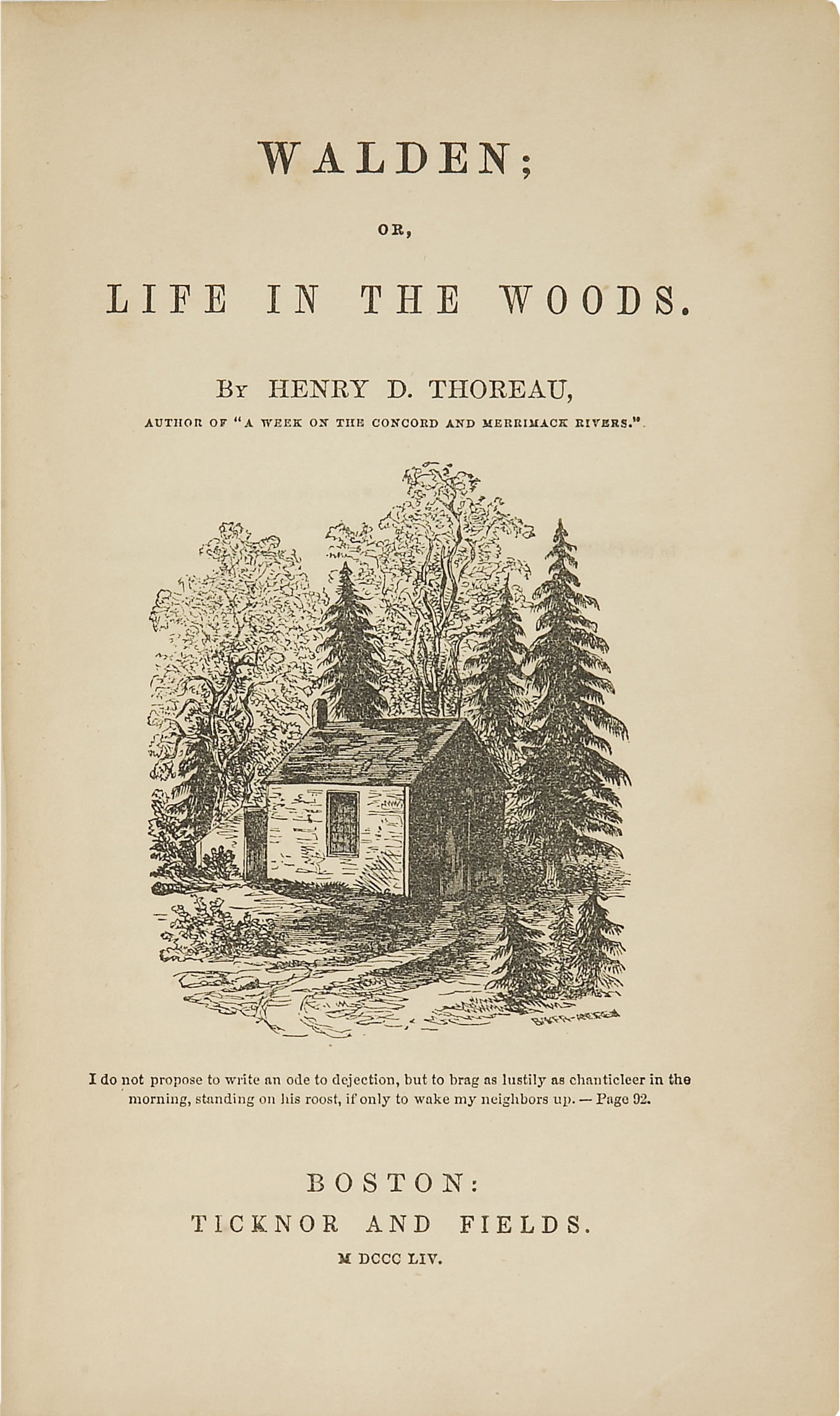
亨利·戴維·梭羅的著作瓦爾登湖，綠色無政府主義早期的重要著作

美國的無政府主義者，之所以開始具有生態觀，主要是受到亨利·戴維·梭羅的著作所影響。在他的著作瓦爾登湖中，他主張利用自然環境來達到簡單生活和自給自足，以此抵抗工業文明的發展。「許多人將梭羅認為是現今以約翰·澤贊為代表的生態主義（Ecologism）和無政府原始主義的先驅之一。喬治·伍德考克認為，這種想法可能是被兩種想法所激起，一是試圖反抗社會進步，二是拒絕19世紀中葉北美洲社會中，獨有且不斷增長的物質主義思想。」約翰·澤贊甚至將盧梭的《遠足》摘錄進他自己1999年的著作《針對文明：閱讀與反想》中。
19世紀晚期，混合無政府主義和天然主義的無政府自然主義開始萌芽。在西班牙、法國和葡萄牙的個人無政府主義者中，無政府自然主義佔有相當重要的腳色。而梭羅、列夫·托爾斯泰和雷克呂斯等人對無政府自然主義有著大量影響。無政府天然主義主張素食主義、自由戀愛、天然主義，以及生態世界觀。
無政府天然主義強調生態世界觀、小型生態村和裸體主義，以避免現代群眾社會中的工業製品。自然個人無政府主義者（Naturist individualist anarchists）透過生物學、物理學，和心理學層面來檢視一個人，藉此避免和消除社會所造成的影響。他們的這種想法，對在法國和西班牙的個人無政府主義者相當重要，荷安·蒙特瑟尼則在西班牙發行《白色雜誌》（1898年至1905年）宣傳埃米爾·格拉維爾和亨利·齊斯利的理念。
這一傾向甚至引起了西班牙的CNT-FAI注意。法國無政府主義者丹尼爾·格林在《無政府主義：從理論到實踐》一書中提到：「西班牙的無政府工團主義長久以來，一直專注在保護所謂『親善團體』的自治權。這些群體中有著不少自然主義與素食主義的支持者，尤其是在西班牙南部的窮困農工。在人類社會轉化為無政府社會的階段中，這兩種生活方式皆被認為適合使用在這段時期內。薩拉戈薩的議會成員，並沒有忘記這些『不適合工業化』群體的命運，也就是自然主義者（Naturists）和天然主義者（Nudists）。這些群體並沒有辦法達到自給自足的狀態，因此議會預期他們在公社同盟（Confederation of communes）的代表將會與其他農業和工業公社達成特別經濟協議。在廣大、血腥的社會轉化前夕，CNT並不認為它們會愚蠢到去滿足每個人無窮無盡的抱負。」

## 主要原則
部分無政府原始主義者認為，在農業社會出現前，人類皆生活在小型、靠游獵維生的游群中，而這些群體通常在社會、政治和經濟層面上，人人都是平等的。當等級制度不存在時，這些群體有時會被視為無政府主義的一種體現。
原始主義者認為，隨著農業的高度發展，致使人類對科技產生永久性的依賴（Technoaddiction；指對科技的癡迷），而分工和階級制度則產生了無形的權力結構。原始主義者對無政府主義社會中的農業規模有所爭論，部分的認為小型的農業可能會出現在無政府主義社會中，部分的則認為永續農業會出現，更有部分認為無政府主義社會中，人們僅會有足以維生的狩獵採集活動。
原始主義極大的吸收了考古學和文化人類學。1960年代，學者開始重興檢視過去被認為是「蠻族」的社會，現在部分的學者認為，早期人類在「原初豐裕社會」中，過著相對和平與繁榮的生活。美國的早期農業（Early-agriculture）專家法蘭克·霍爾和中美洲文明專家傅能瑞指出：「地球上任何時代的任何群體，都不會比狩獵採集時代的人們擁有更多的休閒時間，他們的大多數時間都花費在遊戲、聊天和放鬆自己。」
賈德·戴蒙在（人類歷史中最糟糕的錯誤）一文中稱狩獵採集是人類史上最成功、最持久的生活型態，相較之下，農業則被他稱作「慘劇」（mess），且「仍舊不知道我們是否能夠解決它」。依據農業會導致人的預期壽命縮短的相關證據，人類學家馬克·南森·寇恩呼籲，人們必須改變文明代表增進人類福祉的傳統觀念。
馬歇爾·薩林斯與卡爾·波蘭尼等學家們認為，原始社會具有獨特的禮物經濟，尤其是：「物品以它們的用途和效用來衡量價值，而非取得它們的花費；日用品的交換多以需求度為基礎，而非交換價值；物品不考慮個人對勞動的付出，而廣泛的分配給社會中；勞動表現並不會轉化成工資回報或個人利益；基本上『工作』（Work）的觀念並不存在。」

### 文化與暴力
無政府原始主義者將文明看做馴化、支配和統治的逻辑、制度和工具。無政府原始主義者也常專注在文明起源的問題。文明被他們視為對底層的問題或壓迫的根源，文明應該因此而被摧毀或是拆除。
無政府原始主義者將文明的崛起形容成，從一萬年前與生活息息相關的存在，變成與心理分離、甚至嘗試掌控人類的餘生。他們稱在文明出現以前，人們擁有充足的休閒時間、性別平等觀念和社會平等觀念、不破壞和控制大自然、不存在有組織的暴力行為、沒有調解或管理制度，人們也各個身強體壯。